# Róbert Krajči
Róbert Krajči (ur. 2 lutego 1981 w Dubnicy nad Váhom) – słowacki hokeista.

## Kariera klubowa
- HK Dubnica (1998-2001)
- MsHK Žilina (2001-2010)
  -  HK 95 Považská Bystrica (2005)
  -  HC Czeskie Budziejowice (2007)
  -  HC Slovan Ústečtí Lvi (2008)
  -  HK 95 Powaska Bystrzyca (2009)
- Unia Oświęcim (2010-2012)
- MsHK Żylina (2012-2013)
- Arystan Temyrtau (2013-2014)
- Ciarko PBS Bank KH Sanok (2014)
- MsHK Żylina (2015)
- Bejbarys Atyrau (2015)
- HC 07 Detva (2015)
- CSM Dunărea Galați (2015-2017)
  -  MHK Dubnica nad Váhom (2017-2019)

Wieloletni zawodnik klubu MsHK Żylina. Od początku do końca grudnia 2014 zawodnik Ciarko PBS Bank KH Sanok. Od stycznia 2015 ponownie zawodnik MsHK Żylina. Od lutego 2015 zawodnik Bejbarysu Atyrau. Od 2015 zawodnik rumuńskiego klubu Dunărea Galați. W sezonie 2017/2018 przeszedł do Dubnicy.
W trakcie kariery określany pseudonimem Robo.

## Sukcesy
Klubowe
- Złoty medal mistrzostw Słowacji: 2006 z MsHK Żylina
- Brązowy medal mistrzostw Polski: 2011, 2012 z Unią Oświęcim
- Brązowy medal mistrzostw Kazachstanu: 2014 z Arystanem Temyrtau
- Złoty medal mistrzostw Rumunii: 2016 z Dunărea Galați

Indywidualne
- Polska Liga Hokejowa (2010/2011):
  - Piąte miejsce w klasyfikacji strzelców rundy zasadniczej: 23 gole
  - Mecz Gwiazd PLH